# أسا بترفيلد
آسا بوب فار بترفيلد (إسم الولادة: أسا ماكسويل ثورنتون فار بترفيلد) (بالإنجليزية: Asa Butterfield)‏، هو ممثل إنجليزي من مواليد 1 أبريل 1997، تلقى ثلاث ترشيحات لجوائز السينما المستقلة البريطانية، وترشيحان لجائزة اختيار النقاد، وترشيحان لجائزة زحل، وثلاث ترشيحات لجوائز الفنانين الشباب. بدأ مسيرته الفنية كممثل طفل وحقق شهرة لأول مرة عندما لعب الشخصية الرئيسية لفيلم الدراما التاريخية الصبي في البيجامة المخططة (2008). استمر في تصدر عناوين الأفلام خلال الفترة من 2010، حيث قام ببطولة فيلم المغامرة الدرامي هيوغو (2011)، وفيلم الخيال العلمي الحربي لعبة إندر (2013)، فيلم الدراما إكس + واي (2014)، وفيلم الفانتازيا منزل الآنسة بيرغرين للأطفال المميزين (2016). من عام 2019 إلى عام 2023، قام بترفيلد بدور البطولة في مسلسل الدراما الكوميدية التربية الجنسية على نيتفلكس.

## النشأة
ولد بترفيلد يوم 1 أبريل 1997 في آيلنغتون، لندن، إنجلترا. أمه هي جاكلين فار، وتعمل كعالمة نفسية، وابوه هو سام بترفيلد، ويعمل كاتب إعلانات. تلقى آسا تعليمه في مدرسة ستوك نيوينغتون.

## الحياة المهنية
بدأ باترفيلد التمثيل في سن السابعة في مسرح الممثلين الشباب آيلينقتون. في وقت لاحق، حصل على أدوار ثانوية في فيلم الدراما التلفزيونية عام 2006 بعد توماس وفيلم سن أوف رامباو عام 2007.
في عام 2008، لعب دور ضيف بشخصية دوني في المسلسل التلفزيوني من الرماد الى الرماد. في نفس العام، وعندما كان باترفيلد في العاشرة من عمره، لعب الدور الرئيسي في فيلم الصبي في البيجامة المخططة. قال المخرج مارك هيرمان إنهم وجدوا باترفيلد في وقت مبكر من عملية الأداء للفيلم. وكان بترفيلد على شريط الاختبار الأول الذي تلقاه المخرج هيرمان وكان ثالث شخص التقى به شخصيًا. إعتقد هيرمان أن أداء باترفيلد كان رائعًا، لكنه قرر اختياره فقط بعد اختبار أداء مئات الأولاد الآخرين، وعلل ذلك لكي يرى أداء جميع المختبرين الآخرين. كان هيرمان والمنتج ديفيد هيمان يبحثان عن شخص قادر على تصوير براءة الشخصية الرئيسية، فسألوا كل طفل من الأطفال الذين قدموا على الاختبار عما يعرفونه عن الهولوكوست. وكانت معرفة باترفيلد بها ضئيلة وتم الاحتفاظ بها عمدًا بهذه الطريقة طوال فترة التصوير حتى يكون من الأسهل عليه نقل براءة شخصيته. تم تصوير المشاهد النهائية للفيلم في نهاية فترة الإنتاج لتحضيره هو وجاك سكانلون للنهاية الدرامية للفيلم.
فاز باترفيلد على مئات الأولاد للحصول على هذا الدور ونجح أيضًا في اجتياز اختبارات الأداء للدور في فيلم السيد لا أحد والذي قام باختبار أداءه في نفس الوقت، لكنه اختار لاحقا عدم الأستمرار في هذا الدور. في عام 2008، قام بدور موردريد في حلقة "بداية النهاية" لمسلسل ميرلين. وظهر باترفيلد كذلك في دور موردريد في عدد من الحلقات اللاحقة للمسلسل. في عام 2010، كان له دور صغير في فيلم الرجل الذئب. وقام ببطولة دور نورمان جرين في فيلم المربية ماكفي والإنفجار الكبير. تلقى الفيلم وأدائه تقييمات إيجابية.
في سن 13 عامًا، لعب باترفيلد الشخصية الرئيسية في فيلم هيوغو للمخرج مارتن سكورسيزي، وهو مقتبس من رواية اختراع هوغو كابريت. تم إصدار فيلم هيوغو في 23 نوفمبر 2011، وحقق نجاحًا كبيرًا. لعب باترفيلد الدور الرئيسي (أندرو "إندر" ويجين) في فيلم لعبة إندر المقتبس عن رواية أورسون سكوت كارد بعنوان لعبة إندر. وصدر الفيلم في عام 2013.

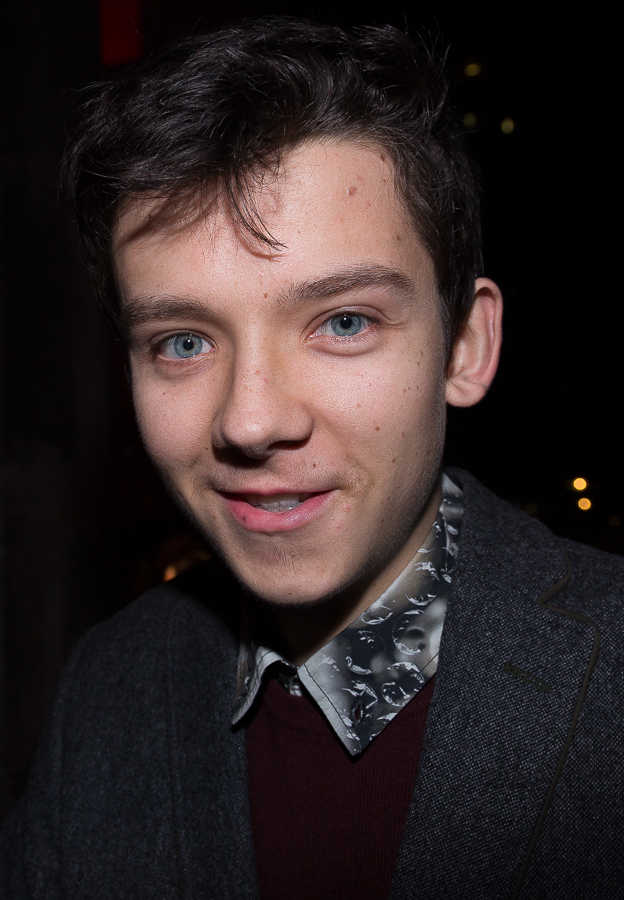
باترفيلد في حفل توزيع جوائز Moet BIFA للأفلام البريطانية المستقلة لعام 2014.

بعد تصوير فيلم لعبة إندر، تم اختيار باترفيلد في الدراما البريطانية القادمة إكس + واي بدور ناثان إليس، وهو عالم رياضي لديه توحد وتم اختياره للمنافسة في مسابقة رياضيات مشهورة عالميًا. تم عرض الفيلم لأول مرة في 5 سبتمبر 2014 في مهرجان تورونتو السينمائي الدولي. وتلقى أداء باترفيلد اشادة من النقاد على نطاق واسع، وجعله يترشح لجائزة BIFA لأفضل ممثل.
في عام 2015، ظهر باترفيلد في فيلم مقتبس عن رواية بنفس الاسم بعنوان عشرة آلاف قديس. وفي عام 2016، قام بدور جاكوب بورتمان في فيلم منزل الآنسة بيرغرين للأطفال المميزين. في عام 2017 قام ببطولة دور جاردنر إليوت في فيلم الفضاء بيننا ودور وسيباستيان في فيلم بيت الغد. في عام 2018، تم اختيار باترفيلد في الدور الرئيسي لشخصية أوتيس ميلبورن في المسلسل الدرامي الكوميدي التربية الجنسية على نيتفلكس. تم إصدار المسلسل في 11 يناير 2019 ولاقى إستحسان النقاد. صدر الموسم الثاني في 17 يناير 2020، والثالث في 17 سبتمبر 2021، والموسم الرابع والأخير في 21 سبتمبر 2023.

## نشاطات أخرى
يستمتع باترفيلد بصنع الموسيقى وإنتاجها، حيث أصدر مزيجًا من أغنية "Teenage Dirtbag" لفرقة الروك ويتوس واغنية "Making Plans for Nigel" لفرقة أكس تي سي. كذلك هو وشقيقه، جزء من مجموعة موسيقية تسمى مامبو فريش. شارك باترفيلد في تصميم لعبة فيديو تعتمد على تبادل الأدوار لجهاز آيباد مع والده وشقيقه عنوانها Racing Blind. تم إصدار اللعبة على اب ستور في 7 أبريل 2013.
يشارك باترفيلد كذلك في ألعاب نينتيندو التنافسية. ففي عام 2017، شارك في بطولة نينتندو العالمية، حيث تم إقصاؤه في وقت مبكر من البطولة. وهو لاعب للعبة سوبر سماش بروز التنافسية. ووقع عقد مع فريق الرياضات الإلكترونية «Panda Global» تحت عنوان "Stimpy". أول ظهور له مع الفريق كان في بطولة جينيسس 6. في أكتوبر 2020، وقع مع منظمة «Team Liquid».
منذ عام 2017، يقوم باترفيلد بتدريس دورة تدريبية سنوية متقدمة في التمثيل في مدرسة «The Reel Scene» للتمثيل في لندن. تدعى دورته التدريبية "خبرة آسا باترفيلد" التي تستمر ثلاثة أيام وتغطي تقنيات الارتجال ويعمل الطلاب على مشاهد من أفلام باترفيلد، والتي يتم تصويرها بعد ذلك في اليوم الأخير. وفي عام 2018، ظهر الطلاب ككومبارس في فيلم الطمع والذي ظهر فيه كذلك باترفيلد.
في عام 2023، لعب باترفيلد في مباراة كرة القدم الخيرية السنوية لـ Soccer Aid، لجمع الأموال لصالح اليونيسيف. سجل باترفيلد، وهو من مشجعي أرسنال، الهدف الافتتاحي لإنجلترا بتمريرة مساعدة من لاعب أرسنال السابق جاك ويلشير.

## قائمة الأعمال

### أفلام
| السنة | العنوان                                     | العنوان                              | الدور               | ملاحظات                                       |
| السنة | بالإنجليزية                                 | بالعربية                             | الدور               | ملاحظات                                       |
| ----- | ------------------------------------------- | ------------------------------------ | ------------------- | --------------------------------------------- |
| 2007  | Son of Rambow                               | سن أوف رامباو                        | ابن بريثرن          |                                               |
| 2008  | The Boy in the Striped Pyjamas              | الصبي في البيجامة المخططة            | برونو               |                                               |
| 2010  | Nanny McPhee and the Big Bang               | المربية ماكفي والإنفجار الكبير       | نورمان غرين         |                                               |
| 2010  | The Wolfman                                 | الرجل الذئب                          | بن تالبوت الشاب     |                                               |
| 2011  | Hugo                                        | هيوغو                                | هيوغو كابريت        |                                               |
| 2013  | Ender's Game                                | لعبة إندر                            | إندر ويجين          |                                               |
| 2014  | X+Y                                         | إكس + واي                            | ناثان إليس          | يعرف الفيلم أيضا باسم: A Brilliant Young Mind |
| 2015  | Ten Thousand Saints                         | عشرة الاف قديس                       | جود كيفي هورن       |                                               |
| 2016  | Miss Peregrine's Home for Peculiar Children | منزل الآنسة بيرغرين للأطفال المميزين | جاكوب (جاك) بورتمان |                                               |
| 2017  | The House of Tomorrow                       | بيت الغد                             | سيباستيان برندرغاست |                                               |
| 2017  | Journey's End                               | نهاية الرحلة                         | جيمي راليف          |                                               |
| 2017  | The Space Between Us                        | الفضاء الذي بيننا                    | غاردن إليوت         |                                               |
| 2018  | Then Came You                               | ثم جئت انت                           | كالفين لويس         |                                               |
| 2018  | Time Freak                                  | مهووس بالوقت                         | ستيلمان             |                                               |
| 2018  | Slaughterhouse Rulez                        | مسلخ رولز                            | ويلوغبي بليك        |                                               |
| 2019  | Greed                                       | طمع                                  | فين ماكريدي         |                                               |
| 2022  | Choose or die                               | لعبة حياة او موت                     | ايزاك               |                                               |
| 2022  | Flux Gourmet                                | فلوكس جورميت                         | بيلي روبن           |                                               |
| 2022  | ?Your Christmas or Mine                     | عيد المسيح الخاص بك أم بي؟           | جيمس                |                                               |
| 2023  | All Fun and Games                           | كلها مرح ولعب                        | ماركوس فليتشر       |                                               |
| 2023  | Your Christmas or Mine 2                    | عيد المسيح الخاص بك أم بي 2          | جيمس                | لم يصدر بعد                                   |

### التلفاز
| السنة   | العنوان              | الدور                           | الملاحظات          |
| ------- | -------------------- | ------------------------------- | ------------------ |
| 2006    | بعد توماس            | اندرو                           | فيلم تلفزيوني      |
| 2008    | من الرماد الى الرماد | دوني                            | الموسم 1، الحلقة 1 |
| 2008–09 | ميرلين               | موردريد                         | الحلقة 3           |
| 2017    | ثندربيردز أنطلق      | مراقب الفضاء كونراد (اداء صوتي) | الحلقة 1           |
| 2019–23 | التربية الجنسية      | اوتيس ميلبورن                   | دور رئيسي          |
| 2020    | 50 ولاية من الخوف    | براندون بويد                    | الحلقة 3           |

## الجوائز والترشيحات
| السنة | الجائزة                                      | الفئة                                                | العمل                                | النتيجة | المصادر       |
| ----- | -------------------------------------------- | ---------------------------------------------------- | ------------------------------------ | ------- | ------------- |
| 2008  | جوائز السينما المستقلة البريطانية            | الوافد الجديد الواعد                                 | الصبي في البيجامة المخططة            | رُشِّح     | [ 36 ] [ 37 ] |
| 2009  | جوائز الجمعية الوطنية لمنع القسوة ضد الأطفال | أفضل أداء بريطاني شاب لهذا العام                     | الصبي في البيجامة المخططة            | رُشِّح     | [ 38 ]        |
| 2009  | جائزة الفنان الصغير                          | أفضل أداء في فيلم روائي عالمي – كبار الفنانين الشباب | الصبي في البيجامة المخططة            | رُشِّح     |               |
| 2012  | جائزة اختيار النقاد للأفلام                  | أفضل ممثل شاب                                        | هيوغو                                | رُشِّح     | [ 39 ]        |
| 2012  | جوائز إمباير                                 | أفضل وافد جديد ذكر                                   | هيوغو                                | رُشِّح     | [ 40 ]        |
| 2012  | جوائز زحل                                    | أفضل أداء لممثل صغير السن                            | هيوغو                                | رُشِّح     | [ 41 ]        |
| 2012  | جائزة الفنان الصغير                          | أفضل أداء في فيلم روائي طويل – ممثل شاب رائد         | هيوغو                                | رُشِّح     | [ 42 ]        |
| 2012  | جوائز هوليوود الشبابية                       | أداء خارق – ذكر                                      | هيوغو                                | فوز     | [ 43 ]        |
| 2013  | جائزة اختيار النقاد للأفلام                  | أفضل ممثل شاب                                        | لعبة إندر                            | رُشِّح     | [ 44 ]        |
| 2013  | جوائز جمعية واشنطن العاصمة لنقاد السينما     | أفضل أداء للشباب                                     | لعبة إندر                            | رُشِّح     |               |
| 2014  | جوائز السينما المستقلة البريطانية            | أفضل ممثل                                            | إكس + واي                            | رُشِّح     | [ 45 ]        |
| 2014  | جوائز زحل                                    | أفضل أداء لممثل صغير السن                            | لعبة إندر                            | رُشِّح     | [ 46 ]        |
| 2015  | جوائز السينما الوطنية                        | أفضل ممثل                                            | إكس + واي                            | رُشِّح     |               |
| 2017  | جائزة اختيار المراهقين                       | اختيار ممثل فيلم الخيال                              | منزل الآنسة بيرغرين للأطفال المميزين | رُشِّح     | [ 47 ]        |
| 2017  | جائزة اختيار المراهقين                       | اختيار ممثل فيلم الخيال العلمي                       | الفضاء بيننا                         | رُشِّح     | [ 48 ]        |
| 2020  | مهرجان نيوبورت بيتش السينمائي                | الفنان المتميز                                       | التربية الجنسية                      | فوز     |               |
| 2020  | جوائز نيو ميوزيكال اكسبرس                    | أفضل ممثل تلفزيوني                                   | —                                    | رُشِّح     | [ 49 ]        |
| 2022  | جوائز السينما المستقلة البريطانية 2022       | أفضل فرقة                                            | فلوكس جورميت                         | رُشِّح     | [ 50 ]        |
| 2022  | جوائز الكوميديا الوطنية                      | ممثل كوميدي متميز                                    | التربية الجنسية                      | فوز     |               |

## روابط خارجية
- أسا بترفيلد على موقع IMDb (الإنجليزية)
- أسا بترفيلد على موقع ميتاكريتيك (الإنجليزية)
- أسا بترفيلد على موقع روتن توميتوز (الإنجليزية)
- أسا بترفيلد على موقع ألو سيني (الفرنسية)
- أسا بترفيلد على موقع أول موفي (الإنجليزية)
- أسا بترفيلد على موقع قاعدة بيانات الأفلام السويدية (السويدية)
- أسا بترفيلد على موقع قاعدة بيانات الفيلم (الإنجليزية)
- أسا بترفيلد على موقع كينوبويسك (الروسية)